# Schaatsen op de Olympische Winterspelen 2022 - 1000 meter mannen
De 1000 meter mannen op de Olympische Winterspelen 2022 werd op vrijdag 18 februari 2022 in de National Speed Skating Oval in Peking, China verreden.

## Tijdschema
| Datum       | Lokale tijd | MET   |
| ----------- | ----------- | ----- |
| 18 februari | 16:30       | 09:30 |

## Records
Records voor aanvang van de Spelen in 2022. 
| Titelhouder      | Kjeld Nuis         | Nederland | 1:07,95 | Gangneung      | Olympische winterspelen 2018 | 23 februari 2018 |
| Wereldrecord     | Pavel Koelizjnikov | Rusland   | 1:05,69 | Salt Lake City | WK Afstanden 2020            | 15 februari 2020 |
| Olympisch record | Gerard van Velde   | Nederland | 1:07,18 | Salt Lake City | Olympische winterspelen 2002 | 16 februari 2002 |
| Baanrecord       | Xu Fu              | China     | 1:11,40 | Olympic Test   | Olympic Test                 | Olympic Test     |

## Statistieken

### Uitslag
| Plaats | Naam                        | Land             | Tijd     | Verschil |
| ------ | --------------------------- | ---------------- | -------- | -------- |
| Goud   | Thomas Krol                 | Nederland        | 1:07,92  | BR       |
| Zilver | Laurent Dubreuil            | Canada           | 1:08,32  | + 0,40   |
| Brons  | Håvard Holmefjord Lorentzen | Noorwegen        | 1:08,48  | + 0,56   |
| 4      | Piotr Michalski             | Polen            | 1:08,56  | + 0,64   |
| 5      | Ning Zhongyan               | China            | 1:08,60  | + 0,68   |
| 6      | Ignat Golovatsiuk           | Wit-Rusland      | 1:08,63  | + 0,71   |
| 7      | Marten Liiv                 | Estland          | 1:08,65  | + 0,73   |
| 8      | Viktor Moesjtakov           | Russische ploeg  | 1:08,74  | + 0,82   |
| 9      | Cornelius Kersten           | Groot-Brittannië | 1:08,79  | + 0,87   |
| 10     | Hein Otterspeer             | Nederland        | 1:08,80  | + 0,88   |
| 11     | Pavel Koelizjnikov          | Russische ploeg  | 1:08,87  | + 0,95   |
| 12     | Connor Howe                 | Canada           | 1:08,87  | + 0,95   |
| 13     | Damian Żurek                | Polen            | 1:09,08  | + 1,16   |
| 14     | Jordan Stolz                | Verenigde Staten | 1:09,12  | + 1,20   |
| 15     | David Bosa                  | Italië           | 1:09,35  | + 1,43   |
| 16     | Wataru Morishige            | Japan            | 1:09,47  | + 1,55   |
| 17     | Dmitri Morozov              | Kazachstan       | 1:09,61  | + 1,69   |
| 18     | Cha Min-kyu                 | Zuid-Korea       | 1:09,69  | + 1,77   |
| 19     | Lian Ziwen                  | China            | 1:09,93  | + 2,01   |
| 20     | Ryota Kojima                | Japan            | 1:09,97  | + 2,05   |
| 21     | Tatsuya Shinhama            | Japan            | 1:10,00  | + 2,08   |
| 22     | Antoine Gélinas-Beaulieu    | Canada           | 1:10,075 | + 2,16   |
| 23     | Denis Koezin                | Kazachstan       | 1:10,077 | + 2,16   |
| 24     | Kim Min-seok                | Zuid-Korea       | 1:10,08  | + 2,16   |
| 25     | Bjørn Magnussen             | Noorwegen        | 1:10,14  | + 2,22   |
| 26     | Joel Dufter                 | Duitsland        | 1:10,16  | + 2,24   |
| 27     | Mathias Vosté               | België           | 1:10,22  | + 2,30   |
| 28     | Allan Dahl Johansson        | Noorwegen        | 1:10,34  | + 2,42   |
| 29     | Austin Kleba                | Verenigde Staten | 1:10,57  | + 2,65   |
| 30     | Kai Verbij                  | Nederland        | 1:14,17  | + 6,25   |

PR = persoonlijk record

### Startlijst
| Rit        | Binnenbaan               | Buitenbaan                  |
| ---------- | ------------------------ | --------------------------- |
| 1          | Tatsuya Shinhama         | Damian Żurek                |
| 2          | Dmitri Morozov           | Austin Kleba                |
| 3          | Wataru Morishige         | Bjørn Magnussen             |
| 4          | Piotr Michalski          | Lian Ziwen                  |
| 5          | David Bosa               | Denis Koezin                |
| 6          | Pavel Koelizjnikov       | Mathias Vosté               |
| 7          | Jordan Stolz             | Kim Min-seok                |
| 8          | Antoine Gélinas-Beaulieu | Joel Dufter                 |
| Dweilpauze |                          |                             |
| 9          | Ryota Kojima             | Allan Dahl Johansson        |
| 10         | Cha Min-kyu              | Cornelius Kersten           |
| 11         | Marten Liiv              | Connor Howe                 |
| 12         | Ignat Golovatsiuk        | Viktor Moesjtakov           |
| 13         | Thomas Krol              | Håvard Holmefjord Lorentzen |
| 14         | Ning Zhongyan            | Hein Otterspeer             |
| 15         | Laurent Dubreuil         | Kai Verbij                  |

## IJs- en klimaatcondities
| Tijd             | 16:30     | 16:59     | 17:19     | 17:40     |
| Paar             | 1         | 8         | 9         | 15        |
| Luchttemperatuur | 18,2°C    | 18,3°C    | 18,2°C    | 18,2°C    |
| IJstemperatuur   | -10,6°C   | -10,6°C   | -10,7°C   | -10,7°C   |
| Luchtvochtigheid | 23 %      | 23 %      | 23 %      | 23 %      |
| Luchtdruk        | 1.025 hPa | 1.025 hPa | 1.025 hPa | 1.025 hPa |

## Deelnemers

### Lotingsgroepen
| Groep | SOQC                                      | Nr. | Naam                        | Rit       |
| ----- | ----------------------------------------- | --- | --------------------------- | --------- |
| I     | 6 best gerangschikte deelnemers           | 1   | Thomas Krol                 | 13 t/m 15 |
| I     | 6 best gerangschikte deelnemers           | 2   | Håvard Holmefjord Lorentzen | 13 t/m 15 |
| I     | 6 best gerangschikte deelnemers           | 3   | Hein Otterspeer             | 13 t/m 15 |
| I     | 6 best gerangschikte deelnemers           | 4   | Ning Zhongyan               | 13 t/m 15 |
| I     | 6 best gerangschikte deelnemers           | 5   | Laurent Dubreuil            | 13 t/m 15 |
| I     | 6 best gerangschikte deelnemers           | 6   | Kai Verbij                  | 13 t/m 15 |
| II    | 7 tot nummer 12 gerangschikte deelnemers  | 7   | Ignat Golovatsiuk           | 10 t/m 12 |
| II    | 7 tot nummer 12 gerangschikte deelnemers  | 8   | Cha Min-kyu                 | 10 t/m 12 |
| II    | 7 tot nummer 12 gerangschikte deelnemers  | 9   | Cornelius Kersten           | 10 t/m 12 |
| II    | 7 tot nummer 12 gerangschikte deelnemers  | 10  | Connor Howe                 | 10 t/m 12 |
| II    | 7 tot nummer 12 gerangschikte deelnemers  | 11  | Viktor Moesjtakov           | 10 t/m 12 |
| II    | 7 tot nummer 12 gerangschikte deelnemers  | 12  | Marten Liiv                 | 10 t/m 12 |
| III   | 13 tot nummer 18 gerangschikte deelnemers | 13  | Antoine Gélinas-Beaulieu    | 7 t/m 9   |
| III   | 13 tot nummer 18 gerangschikte deelnemers | 14  | Kim Min-seok                | 7 t/m 9   |
| III   | 13 tot nummer 18 gerangschikte deelnemers | 15  | Ryota Kojima                | 7 t/m 9   |
| III   | 13 tot nummer 18 gerangschikte deelnemers | 16  | Allan Dahl Johansson        | 7 t/m 9   |
| III   | 13 tot nummer 18 gerangschikte deelnemers | 17  | Joel Dufter                 | 7 t/m 9   |
| III   | 13 tot nummer 18 gerangschikte deelnemers | 18  | Jordan Stolz                | 7 t/m 9   |
| IV    | 19 tot nummer 24 gerangschikte deelnemers | 19  | Pavel Koelizjnikov          | 4 t/m 6   |
| IV    | 19 tot nummer 24 gerangschikte deelnemers | 20  | Lian Ziwen                  | 4 t/m 6   |
| IV    | 19 tot nummer 24 gerangschikte deelnemers | 21  | Piotr Michalski             | 4 t/m 6   |
| IV    | 19 tot nummer 24 gerangschikte deelnemers | 22  | David Bosa                  | 4 t/m 6   |
| IV    | 19 tot nummer 24 gerangschikte deelnemers | 23  | Denis Koezin                | 4 t/m 6   |
| IV    | 19 tot nummer 24 gerangschikte deelnemers | 24  | Mathias Vosté               | 4 t/m 6   |
| V     | overige deelnemers                        | 25  | Ivan Arzhanikov             | 1 t/m 3   |
| V     | overige deelnemers                        | 26  | Damian Żurek                | 1 t/m 3   |
| V     | overige deelnemers                        | 27  | Bjørn Magnussen             | 1 t/m 3   |
| V     | overige deelnemers                        | 28  | Austin Kleba                | 1 t/m 3   |
| V     | overige deelnemers                        | 29  | Tatsuya Shinhama            | 1 t/m 3   |
| V     | overige deelnemers                        | 30  | Wataru Morishige            | 1 t/m 3   |

### Afmeldingen
Voor aanvang van de Winterspelen
- Quotaplek  Chinees Taipei #1 (Tai Wei-lin; niet voldaan aan de eisen van de Taiwanese bond) → vervangen door  Kazachstan #2 (Ivan Arzhanikov)
- Quotaplek  Duitsland #2 & 3 (Moritz Klein & Nico Ihle; niet voldaan aan de eisen van het Duits Olympisch Comité) → vervangen door  Polen #2 (Damian Żurek)